# Đại hội Thể thao Ả Rập
Đại hội Thể thao Ả Rập (tiếng Ả Rập: الألعاب العربية), còn được biết đến với tên gọi Đại hội Thể thao Liên Ả Rập, là một sự kiện thể thao đa môn cấp khu vực được tổ chức giữa các quốc gia trong thế giới Ả Rập. Giải được tổ chức bởi Liên minh các Ủy ban Olympic Quốc gia Ả Rập. Kỳ đại hội đầu tiên diễn ra vào năm 1953 tại Alexandria, Ai Cập. Dự kiến sẽ được tổ chức 4 năm một lần, nhưng những bất ổn chính trị và khó khăn tài chính đã khiến sự kiện này trở nên thiếu ổn định. Phụ nữ lần đầu tiên tham gia thi đấu vào năm 1985.

## Các rắc rối
Thông thường, đại hội được tổ chức 4 năm một lần. Ban đầu, Liban được chọn làm nước chủ nhà của Đại hội Thể thao Ả Rập lần thứ XIII năm 2015, nhưng nước này “đã rút lui do khủng hoảng ở Trung Đông”. Sau khi Beirut rút lui, Maroc được chọn để tổ chức, nhưng nước này cũng gặp khó khăn tài chính và rút lui.
Cùng năm đó, Ai Cập tình nguyện đứng ra đăng cai đại hội. Sheikh Khalid Al Zubair, chủ tịch Ủy ban Olympic Oman (OOC), cho biết: “Chúng tôi sẽ hoàn toàn ủng hộ Ai Cập và cũng đã quyết định tạm ngừng các quy định tài chính và yêu cầu khác do không đủ thời gian.” Nếu UANOC chấp nhận đề xuất của Ai Cập, đại hội có thể đã diễn ra vào tháng 12 năm 2015; tuy nhiên, sự kiện này đã không được tổ chức.

## Các kì đại hội
| Đại hội | Năm  | Chủ nhà               | Khai mạc bởi                      | Thời gian                | Số quốc gia       | Số vận động viên  | Số vận động viên  | Số vận động viên  | Môn thể thao      | Nội dung          | Quốc gia dẫn đầu            |
| Đại hội | Năm  | Chủ nhà               | Khai mạc bởi                      | Thời gian                | Số quốc gia       | Nam               | Nữ                | Tổng công         | Môn thể thao      | Nội dung          | Quốc gia dẫn đầu            |
| ------- | ---- | --------------------- | --------------------------------- | ------------------------ | ----------------- | ----------------- | ----------------- | ----------------- | ----------------- | ----------------- | --------------------------- |
| 1       | 1953 | Alexandria            | Muhammad Naguib                   | 26 tháng 7– 10 tháng 8   | 9                 | 650               | —                 | 650               | 10                | 70                | Ai Cập                      |
| 2       | 1957 | Beirut                | Camille Chamoun                   | 13 – 27 tháng 10         | 10                | 914               | —                 | 914               | 12                | 90                | Liban                       |
| 3       | 1961 | Casablanca            | Hassan II                         | 24 tháng 8 – 8 tháng 9   | 9                 | 1127              | —                 | 1127              | 11                | 90                | Cộng hòa Ả Rập Thống nhất*  |
| 4       | 1965 | Cairo**               | Gamal Abdel Nasser                | 2 – 14 tháng 9           | 14                | 1500              | —                 | 1500              | 13                | 90                | Cộng hòa Ả Rập Thống nhất** |
| 5       | 1976 | Damascus              | Hafez al-Assad                    | 6 – 21 tháng 10          | 11                | 2174              | —                 | 2174              | 18                | 120               | Syria                       |
| 6       | 1985 | Rabat                 | Hassan II                         | 24 tháng 8 – 8 tháng 9   | 17                |                   |                   | 3442              | 18                | 160               | Maroc                       |
| 7       | 1992 | Damascus              | Hafez al-Assad                    | 4 – 18 tháng 9           | 18                |                   |                   | 2611              | 14                | 150               | Syria                       |
| 8       | 1997 | Beirut                | Elias Hrawi                       | 13 – 27 tháng 7          | 18                |                   |                   | 3253              | 22                | 217               | Ai Cập                      |
| 9       | 1999 | Amman                 | Abdullah II                       | 15 – 31 tháng 8          | 21                |                   |                   | 5504              | 26                | 323               | Ai Cập                      |
| 10      | 2004 | Algiers               | Abdelaziz Bouteflika              | 24 tháng 9 – 10 tháng 10 | 22                |                   |                   | 5525              | 32                | 330               | Algeria                     |
| 11      | 2007 | Cairo                 | Hosni Mubarak                     | 11 – 26 tháng 11         | 22                |                   |                   | 6000              | 32                | 355               | Egypt                       |
| 12      | 2011 | Doha                  | Hamad bin Khalifa Al Thani        | 9 – 23 tháng 12          | 21                |                   |                   | 6000              | 33                | 316               | Ai Cập                      |
| 13      | 2023 | Algeria (5 thành phố) | Aymen Benabderrahmane (Thủ tướng) | 5 – 15 tháng 7           | 22                |                   |                   | 3800              | 22                | 253               | Algeria                     |
| 14      | 2027 | Riyadh                | Vua Ả Rập Xê Út (dự kiến)         | Sự kiện tương lai        | Sự kiện tương lai | Sự kiện tương lai | Sự kiện tương lai | Sự kiện tương lai | Sự kiện tương lai | Sự kiện tương lai | Sự kiện tương lai           |
| 15      | 2031 | Bahrain               |                                   | Sự kiện tương lai        | Sự kiện tương lai | Sự kiện tương lai | Sự kiện tương lai | Sự kiện tương lai | Sự kiện tương lai | Sự kiện tương lai | Sự kiện tương lai           |
| 16      | 2035 | Jordan                |                                   | Sự kiện tương lai        | Sự kiện tương lai | Sự kiện tương lai | Sự kiện tương lai | Sự kiện tương lai | Sự kiện tương lai | Sự kiện tương lai | Sự kiện tương lai           |

- * Cộng hòa Ả Rập Thống nhất gồm Ai Cập và Syria.
- ** Cộng hòa Ả Rập Thống nhất chỉ gồm Ai Cập.
- Không tổ chức vào các năm 2015 và 2019.
- 2015 Bị hủy.[a]

## Môn thể thao
Có tổng cộng 37 môn thể thao đã được tổ chức trong lịch sử Đại hội Thể thao Ả Rập. Thể thao người khuyết tật (Para Sports) được đưa vào từ năm 1999. Nữ vận động viên bắt đầu tham gia từ năm 1985.
| Môn thể thao  | Năm     |
| ------------- | ------- |
| Điền kinh ()  | từ 1953 |
| Bắn cung ()   | từ 1953 |
| Cầu lông ()   | từ 1999 |
| Bóng rổ ()    | từ 1953 |
| Thể hình ()   | từ 1999 |
| Quyền Anh ()  | từ 1953 |
| Bowling ()    | từ 2007 |
| Bridge ()     | từ 1999 |
| Đua lạc đà () | từ 2007 |
| Cue sports () | từ 2011 |
| Cờ vua ()     | từ 1999 |
| Xe đạp ()     | từ 1957 |
| Nhảy cầu ()   | TBA     |

| Môn thể thao                 | Năm     |
| ---------------------------- | ------- |
| Đua ngựa ()                  | từ 1957 |
| Đấu kiếm ()                  | từ 1953 |
| Finswimming ()               | từ 1999 |
| Bóng đá ()                   | từ 1953 |
| Golf ()                      | từ 1985 |
| Thể dục dụng cụ ()           | từ 1953 |
| Bóng ném ()                  | từ 1961 |
| Judo ()                      | từ 1976 |
| Karate ()                    | từ 1976 |
| Kickboxing ()                | từ 1999 |
| Năm môn phối hợp hiện đại () | từ 2007 |
| Chèo thuyền ()               | từ 1957 |

| Môn thể thao   | Năm     |
| -------------- | ------- |
| Thuyền buồm () | từ 1985 |
| Bắn súng ()    | từ 1953 |
| Bóng quàn ()   | từ 1999 |
| Lướt sóng ()   | từ 1999 |
| Bơi lội ()     | từ 1953 |
| Bóng bàn ()    | từ 1976 |
| Taekwondo ()   | từ 1997 |
| Quần vợt ()    | từ 1961 |
| Bóng chuyền () | từ 1957 |
| Bóng nước ()   | từ 1961 |
| Cử tạ ()       | từ 1953 |
| Vật ()         | từ 1953 |

## Bảng tổng sắp huy chương
Dưới đây là bảng tổng sắp huy chương của các kỳ Đại hội Thể thao Ả Rập, tính đến kỳ đại hội thứ 13 năm 2023.
| Hạng                | Đoàn                                       | Vàng | Bạc  | Đồng | Tổng số |
| ------------------- | ------------------------------------------ | ---- | ---- | ---- | ------- |
| 1                   | Ai Cập (EGY)                               | 633  | 429  | 375  | 1437    |
| 2                   | Algérie (ALG)                              | 360  | 381  | 393  | 1134    |
| 3                   | Tunisia (TUN)                              | 303  | 273  | 346  | 922     |
| 4                   | Maroc (MAR)                                | 300  | 275  | 301  | 876     |
| 5                   | Syria (SYR)                                | 243  | 254  | 340  | 837     |
| 6                   | Cộng hòa Ả Rập Thống nhất (UAR)            | 122  | 74   | 49   | 245     |
| 7                   | Jordan (JOR)                               | 88   | 140  | 228  | 456     |
| 8                   | Iraq (IRQ)                                 | 87   | 141  | 204  | 432     |
| 9                   | Qatar (QAT)                                | 86   | 80   | 112  | 278     |
| 10                  | Liban (LIB)                                | 82   | 122  | 189  | 393     |
| 11                  | Ả Rập Xê Út (KSA)                          | 76   | 106  | 154  | 336     |
| 12                  | Bahrain (BHR)                              | 44   | 31   | 56   | 131     |
| 13                  | Kuwait (KUW)                               | 40   | 65   | 143  | 248     |
| 14                  | Các Tiểu vương quốc Ả Rập Thống nhất (UAE) | 34   | 41   | 65   | 140     |
| 15                  | Sudan (SUD)                                | 24   | 42   | 37   | 103     |
| 16                  | Libya (LBA)                                | 23   | 42   | 61   | 126     |
| 17                  | Oman (OMN)                                 | 19   | 18   | 27   | 64      |
| 18                  | Palestine (PLE)                            | 8    | 23   | 70   | 101     |
| 19                  | Yemen (YEM)                                | 7    | 10   | 21   | 38      |
| 20                  | Djibouti (DJI)                             | 1    | 2    | 1    | 4       |
| 21                  | Indonesia (INA)                            | 1    | 1    | 2    | 4       |
| 22                  | Bắc Yemen (YAR)                            | 1    | 0    | 1    | 2       |
| 23                  | Somalia (SOM)                              | 0    | 4    | 1    | 5       |
| 24                  | Mauritanie (MTN)                           | 0    | 1    | 0    | 1       |
| 25                  | Nam Yemen (YMD)                            | 0    | 0    | 1    | 1       |
| Tổng số (25 đơn vị) | Tổng số (25 đơn vị)                        | 2582 | 2555 | 3177 | 8314    |

- * Cộng hòa Ả Rập Thống nhất (1958–1971) bao gồm hai quốc gia: Ai Cập và Syria.
- * Indonesia đã giành huy chương tại Đại hội Thể thao Liên Ả Rập năm 1965.[6][7]